# Séverin Cornet
Pour les articles homonymes, voir Cornet.
Séverin Cornet, né à Valenciennes vers 1540, mort à Anvers en 1582 ou en 1583, est un compositeur de l'école dite franco-flamande.

## Biographie
Il étudia la musique en Italie lors d'un voyage d'études qui l'aurait mené à Naples, comme on le voit par des vers d'un sonnet à sa louange, placé en tête de ses Chansons françoyses de 1581 :
« Car, hantant l'Italie, il y a sceu choisir
Et en a rapporté l'utile théorique
Richement mariée au doux de sa pratique. »
Grâce au mécénat des Génois anversois, son livre de villanesche de 1563 sortit des presses de Jan de Laet à Anvers.  Cornet mit en musique des sonnets de Stefano Ambrosio Schiappalaria, homme du monde de la finance qui avait fondé une société littéraire à Anvers, connue sous le prédicat dei Confusi.  Ces sonnets, dont trois sont adressés à des marchands génois réputés résidant à Anvers, furent publiés dans un livre de madrigaux de Cornet en 1581.
Dès 1564, Cornet était attaché à la cathédrale Saint-Rombaut de Malines, où il avait la charge de maître des enfants, un poste qu'il occupait toujours en 1571.
Il fut engagé comme chanteur à Anvers et, en 1578, il accepta le poste de maître des enfants de la cathédrale Notre-Dame, emploi qu'il aurait perdu l'année précédant sa mort.  Son meilleur élève était Cornelis Verdonck.
Il se maria avec Jeanne Barbe, fille d'Antoine, compositeur et maître de la musique de la maîtrise de Notre-Dame d'Anvers.
Il postula la place de maître de chapelle de l'archiduc à Innsbruck, mais en vain.

## Œuvre

### Remarques générales
Cornet composa de nombreuses œuvres vocales, y compris des madrigaux et des chansons polyphoniques françaises.  L'influence exercée par sa formation italienne est évidente dans toutes ces œuvres.  Ses chansons-parodies sont redevables à celles d'Orlandus Lassus ; ainsi, la chanson à trois voix Elle s'en va de moy la mieux aymée suit de près le modèle de Lassus.  Lodovico Guicciardini, dans sa description des Pays-Bas (édition sortie à Anvers en 1581), compte Cornet parmi les meilleurs compositeurs de son temps.
Ses Chansons françoyses à 5. 6. et 8. parties, publiées en 1581 chez Plantin à Anvers, contiennent, malgré le titre, aussi une chanson néerlandaise : O edel Musica plaisant (Ô, noble musique divertissante).

### Œuvres
- (it) Canzoni napolitane, à quatre voix, Anvers, 1563 [plusieurs éditions], Cw, viii, 1930, 3e éd., E. Cardamone.
- (la) Cantiones musicæ, de cinq à huit voix, Anvers, 1581.
- (fr + nl) Chansons françoyses, à cinq, six et huit voix, Anvers, 1581 ; éd. Frank Dobbins, The Oxford Book of French Chansons, Oxford, 1987.
- (it) Madrigali, de cinq à huit voix, Anvers, 1581.
- Plusieurs autres œuvres de quatre à six voix.

## Ressources

### Sources
- (nl) Bonda, Jan Willem.  De meerstemmige Nederlandse liederen van de vijftiende en zestiende eeuw. Hilversum, Verloren, 1996  (ISBN 90-6550-545-8), p. 583.
- (en) Cardamone, Donna G., et Kristine K. Forney.  « Cornet, Séverin », The New Grove Dictionary of Music and Musicians, 4e vol., Londres, Macmillan Publishers, 1980, p. 787-788.
- (fr) Corswarem, Emilie.  « Les dédicaces latines des livres de motets de René del Mel (ca. 1554-ca.1589) », « Cui dono lepidum novum libellum?: dedicating Latin works and motets in the sixteenth century » (réd. Ignace Bossuyt), Bulletin du Cercle archéologique littéraire et artistique de Malines, Rome, Academia Belgica / Louvain, Leuven University Press, 2008, p. 269.
- (fr) Fétis, François-Joseph.  Biographie universelle des musiciens et bibliographie générale de la musique, 1er tome, 2e éd., Paris, Firmin-Didot, 1860, p. 241.
- (fr) Fétis, François-Joseph.  Biographie universelle des musiciens et bibliographie générale de la musique, 3e tome, Bruxelles, Leroux, 1836, p. 196.
- (it + en) Fenlon, Iain.  « Produzione e distribuzione di musica nella società europea del XVI e XVII secolo: Introduction », Atti del XIV congresso della Società internazionale di musicologia: Round tables, Société internationale de musicologie, Bologne, 27 août - 1er septembre 1987, Ferrare - Parme, 30 août 1987, Turin, E.D.T. (Edizioni di Torino), 1990  (ISBN 88-7063-084-6), p. 235-253.
- (fr) Van der Straeten, Edmond.  La Musique aux Pays-Bas avant le XIXe siècle : documents inédits et annotés, 1er tome, Bruxelles, C.Muquardt, 1867, p. 1-6.